# Slavi meridionali

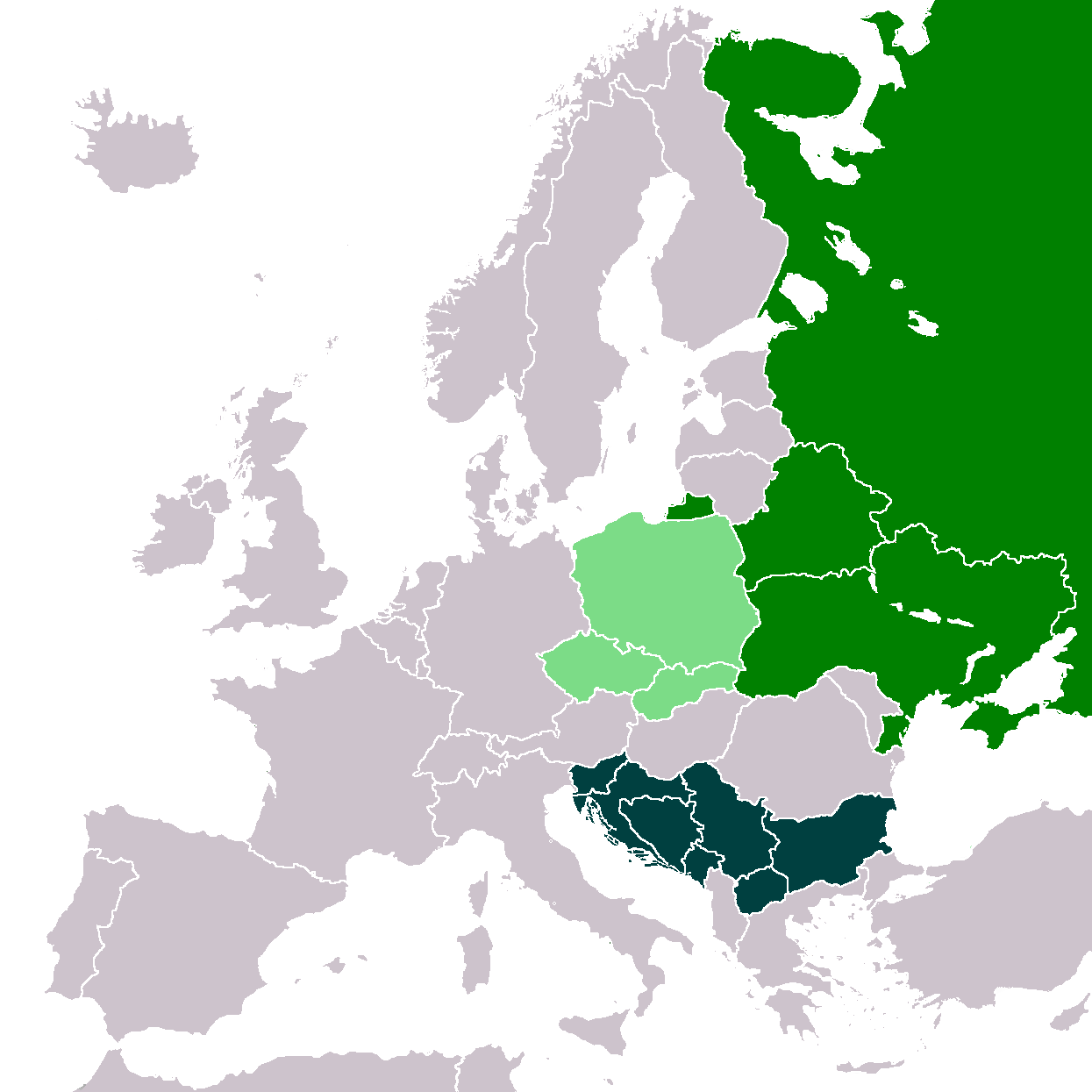
Nazioni abitate da slavi meridionali (verde scuro)

Gli slavi meridionali, o slavi del sud, sono i discendenti delle tribù del ceppo slavo che diedero origine agli attuali popoli abitanti le Repubbliche di: Slovenia, Croazia, Bosnia ed Erzegovina, Serbia, Montenegro, Macedonia del Nord e Bulgaria. 
Tribù che si stanziarono nel VI secolo nell'area compresa tra il fiume Danubio e la costa del mare Adriatico, a nord dell'attuale Grecia. In genere i bulgari sono considerati da molti studiosi come slavi del sud, anche se hanno elementi uralo-altaici.